# Stefano Pavesi

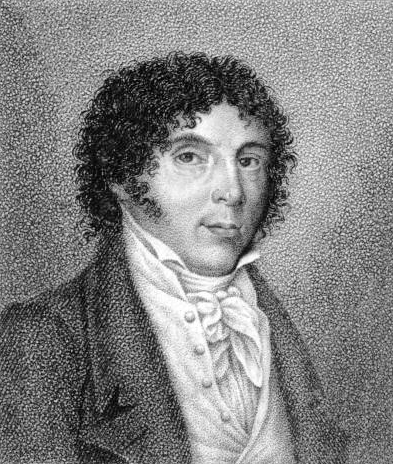
Stefano Pavesi. Punktierstich von Luigi Rados

Stefano Pavesi (* 22. Januar 1779 in Casaletto Vaprio; † 28. Juli 1850 in Crema) war ein italienischer Komponist.
Pawesi studierte in Neapel. Von 1818 bis 1850 war er Domkapellmeister zu Crema, daneben wirkte er von 1826 bis 1830 jährlich für sechs Monate als Theater-Direktor in Wien. Er gilt als wichtiger Opernkomponist des Belcanto in der zweiten Reihe hinter zeitgenössischen Größen wie Gioachino Rossini und Gaetano Donizetti.

## Werke
Stefano Pavesi komponierte mehr als 60 Opern davon eine große Zahl von Opernwerken im Stil der italienischen opera buffa und der opera seria, die Libretti lieferten u. a. Gaetano Rossi und Giuseppe Maria Foppa. Die folgende Liste basiert auf den Angaben bei Grove Music Online und Corago.

### Opern
- La pace; Libretto: Giovanni Bertati; Karneval 1801, Livorno, Teatro degli Accademici Avvalorati[3]
- Un avvertimento ai gelosi, farsa giocosa per musica; Libretto: Giuseppe Maria Foppa; 7. August 1803, Venedig, San Benedetto; im selben Jahr auch in Padua, 1804 in Ancona, Florenz, Trento, Barcelona, Turin und Mailand, 1805 in Neapel, Udine und Palermo, 1806 in Penna, Cingoli und Florenz, 1807 in San Severino Marche, 1808 in Lodi und Amsterdam, 1809 in Palermo, Venedig und Padua, 1810 in Venedig, 1812 in Genua und Venedig, 1813 in Mailand, 1814 in Siena, 1815 in Barcelona, 1818 in Genua, 1824 in Korfu[4]
- L’amante anonimo, farsa giocosa per musica; Libretto: Giuseppe Maria Foppa; Herbst 1803, Venedig, Teatro San Moisè; 1804 in Mailand, 1811 in Novara[5]
- I castelli in aria, ossia Gli amanti per accidenti, farsa; Libretto: Giuseppe Maria Foppa; Herbst 1803, Verona, Teatro Filarmonico[6]
- Andromaca, dramma per musica; Libretto: Giulio Artusi; 26. Dezember 1803, Genua, Teatro Sant’Agostino[7]
- La forza dei simpatici, ossia Lo stratagemma per amore, farsa giocosa per musica; Libretto: Giuseppe Maria Foppa; 26. Dezember 1803, Verona, Teatro Filarmonico; 1804 in Parma, 1808 in Venedig[8]
- La fiera, dramma giocoso per musica; Libretto: Giuseppe Palomba; 2. April 1804, Florenz, Teatro della Pergola; 1805 in Pisa, 1810 in Bergamo, 1813 in Palermo, 1814/1815 als La fiera di Brindisi in Modena[9]
- L’amore prodotto dall’odio, farsa giocosa per musica; Libretto: Giuseppe Maria Foppa; 7. Mai 1804, Padua, Teatro Nuovo; im selben Jahr auch in Venedig[10]
- L’accortezza materna, farsa giocosa per musica; Libretto: Giuseppe Maria Foppa; 12. Mai 1804, Venedig, Teatro San Moisè; im selben Jahr auch in Venedig und Vicenza, 1805 in Crema und Florenz[11]
- La vendetta di Medea; 1804, nicht aufgeführt
- Fingallo e Comala, dramma serio; Libretto: Leopoldo Fidanza; Januar 1805, Venedig, Teatro La Fenice; 1806 in Triest, Padua und Vicenza, 1808 in Piacenza, 1810 in Reggio Emilia und Siena, 1813 in Brescia, 1814 in Mailand, 1816 in Vicenza[12]
- Il trionfo di Emilia, dramma eroico; Libretto: Gaetano Rossi; 9. Februar 1805, Mailand, Teatro alla Scala; 1807 in Triest[13]
- Amare e non voler essere amante, ossia L’abitatore del bosco (auch L’incognito), dramma eroicomico; Libretto: Giuseppe Maria Foppa; 25. April 1805, Venedig, Teatro La Fenice; im selben Jahr auch in Mailand, 1806 in Florenz, 1824 in München[14]
- Le donne fuggitive, dramma giocoso; Karneval 1806, Rom, Teatro Valle[15]
- Il giocatore (möglicherweise identisch mit Le donne fuggitive); Karneval 1806, Rom, Teatro Valle[16]
- Il piccolo compositore di musica, farsa (mit Musik von Johann Simon Mayr, Sebastiano Nasolini, Valentino Fioravanti und anderen); 1806, Venedig, Teatro San Moisè; 1811 in Bergamo[17]
- I baccanali di Roma, dramma serio; Libretto: Luigi Buonavoglia; Frühling 1806, Livorno, Teatro Carlo Lodovico[18]
- Amore vince l’inganno, farsa giocosa per musica; Libretto: Giuseppe Maria Foppa; Herbst 1806, Venedig, Teatro San Moisè[19]
- La sorpresa, ossia Il deputato di grosso latino, farsa giocosa per musica; Libretto: Giuseppe Maria Foppa; Herbst 1806, Venedig, Teatro San Moisè[20]
- Ines de Castro, dramma per musica (zusammen mit Giuseppe Farinelli und Niccolò Antonio Zingarelli auf Basis einer Oper von Zingarelli von 1798); Libretto: Cosimo Giotti; 11. Oktober 1806, Neapel, Teatro San Carlo[21]
- I Cherusci (auch Gli antichi cherusci), melodramma eroico; Libretto: Gaetano Rossi; 6. Januar 1807, Venedig, Teatro La Fenice; 1808 in Reggio Emilia, Florenz und Turin, 1809 in Pavia, 1813 in Genua, 1814 in Imola und Reggio Emilia, 1817 in Lissabon, Pisa und Fermo, 1818 in Cremona, Mailand, Bergamo und Florenz[22]
- Sapersi scegliere un degno sposo, ossia Amor vero e amor interessato, farsa giocosa; Libretto: Giuseppe Maria Foppa; 11. April 1807, Venedig, Teatro La Fenice[23]
- Aristodemo, dramma per musica; Libretto: Gaetano Rossi; 15. August 1807, Neapel, Teatro San Carlo; Wiederaufnahme 1809[24]
- Il maldicente, ovvero La bottega del caffè, dramma giocoso per musica; Libretto: Giuseppe Gasparri; Herbst 1807, Florenz, Teatro di via del Cocomero; 1808 in Bologna, 1809 Ancona, 1810 in Livorno, 1811 in Neapel, 1828 in Mailand[25]
- L’amor perfetto, ovvero Il servo padrone, dramma giocoso per musica; Libretto: Caterino Mazzolà; Karneval 1808, Bologna, Teatro Marsigli Rossi; im selben Jahr auch in Venedig, 1809 in Ferrara und Dresden, 1810 in Siena, 1814 in Parma[26]
- La festa della rosa, melodramma comico; Libretto: Gaetano Rossi; 27. April 1808, Venedig, Teatro La Fenice; 1809 in Verona, 1810 in Parma, Venedig, Pisa und Dresden, 1811 in Florenz und Monza, 1812 in Siena, 1813 in Mailand, 1816 in Neapel[27]
- Ippolita, regina delle amazzoni, melodramma eroico; Libretto: Gaetano Rossi; Karneval 1809, Bergamo, Teatro Riccardi; im selben Jahr auch in Venedig[28]
- Il trionfo delle belle, ovvero Corradino cuor di Ferro, dramma eroicomico; Libretto: Gaetano Rossi; 3. Februar 1809, Venedig, Teatro San Moisè; 1812 in Genua, 1813 in Pisa und Neapel, 1815 in Genua und Palermo, 1817 in Barcelona, Florenz, Pisa und Torre a Cona, 1818 in Querceto (Pisa)[29]
- Elisabetta d’Inghilterra, dramma per musica; Libretto: Jacopo Durandi; 26. Dezember 1809, Turin, Teatro Regio; 1811 in Pavia, 1812 in Brescia, 1818 in Cremona und Brescia[30]
- Arminia, dramma per musica; Libretto: Angelo Anelli; 3. Februar 1810, Mailand, Teatro alla Scala[31]
- I Gauri, melodramma eroico (zusammen mit Carlo Mellara); Libretto: Gaetano Rossi; 28. Februar 1810, Venedig, Teatro La Fenice[32]
- Ser Marcantonio, dramma giocoso per musica; Libretto: Angelo Anelli; Herbst 1810, Mailand, Teatro alla Scala; viele weitere Produktionen bis 1837[33]
- Odoardo e Cristina, dramma per musica; Libretto: Giovanni Schmidt; 1. Dezember 1810, Neapel, Teatro San Carlo[34]
- Il trionfo dell’amore, ossia Irene e Filandro, dramma semi-serio per musica; 1811, Neapel, Teatro Nuovo[35]
- L’alloggio militare; Frühling 1811, Neapel, Teatro del Fondo[36]
- La giardiniera abruzzese, ovvero Il signorino e l’aio, dramma giocoso; Frühling 1811, Neapel, Teatro del Fondo[37]
- Il monastero, opera comica; Frühling 1811, Neapel, Teatro Nuovo[38]
- Nitteti, dramma per musica; Libretto: nach Pietro Metastasio; 26. Dezember 1811, Turin, Teatro Imperiale[39]
- Tancredi, melodramma serio; Libretto: Luigi Romanelli nach Torquato Tasso; 18. Januar 1812, Mailand, Teatro alla Scala[40]
- Amore e generosità, farsa giocosa per musica; Libretto: Giuseppe Maria Foppa; Herbst 1812, Venedig, Teatro San Moisè[41]
- Aspasia e Cleomene, dramma serio per musica; Herbst 1812, Florenz, Teatro della Pergola[42]
- L’Ostregaro, farsa; Herbst 1812, Venedig, Teatro San Moisè[43]
- Teodoro, melodramma eroico; Libretto: Gaetano Rossi; 26. Dezember 1812, Venedig, Teatro La Fenice; 1815 in Mantua und Mailand, 1816 in Triest, 1817 in Brescia, 1818 in Florenz[44]
- Una giornata pericolosa, azione scenica per musica; Libretto: Luigi Prividali; 20. Februar 1813, Venedig, Teatro San Moisè[45]
- Agatina, ovvero La virtù premiata, dramma semiserio; Libretto: Francesco Fiorini; 10. April 1814, Mailand, Teatro alla Scala; 1817 in Neapel[46]
- Celanira, melodramma eroico; Libretto: Gaetano Rossi; 27. Mai 1815, Venedig, Teatro San Benedetto; 1818 in München und Vicenza, 1819 in Cremona, Verona und Triest, 1820 in München und Triest, 1821 in Parma[47]
- La villanella fortunata; Libretto: Giovanni Bertati; Karneval 1816, Urbino, Pascolini[48]
- Le Danaidi romane, dramma; Libretto: Antonio Simone Sografi; 26. (?) Dezember 1816, Venedig, Teatro La Fenice; 1820 in Turin, 1821 in Verona[49]
- La gioventù di Cesare, melodramma eroicomico; Libretto: Felice Romani; 7. April 1817, Mailand, Teatro alla Scala[50]
- I pitocchi fortunati, dramma per musica; Libretto: Giuseppe Maria Foppa; 11. Februar 1819, Venedig, Teatro San Benedetto[51]
- Gli esiliati da Firenze; Frühling 1819, Paris, Théâtre-Italien[52]
- Don Gusmano, tragicommedia ridotta a dramma per musica; Libretto: Giuseppe Maria Foppa; 1. Juni 1819, Venedig, Teatro San Benedetto[53]
- Il gran naso, opera comica; Karneval 1820, Neapel, Teatro Nuovo[54]
- Eugenia degli Astolfi, dramma per musica; Libretto: Andrea Leone Tottola; Herbst 1820, Neapel, Teatro Nuovo[55]
- Arminio, ossia L’eroe germano, melodramma; Libretto: Andrea Leone Tottola; 10. Februar 1821, Venedig, Teatro La Fenice; im selben Jahr auch in Bologna, Brescia und Triest, 1822 in Verona, 1823 in Neapel und Brescia, 1824 in Ravenna und Faenza, 1825 in Florenz, 1829 in Cremona[56]
- Sandrina; Karneval 1822, Triest, Teatro Grande[57]
- Antigona e Lauso, melodramma serio; Libretto: Luigi Romanelli nach G. Kreglianovich; 26. Januar 1822, Mailand, Teatro alla Scala[58]
- Anco Marzio, dramma; Libretto: Giovanni Schmidt; 7. April 1822, Neapel, Teatro San Carlo[59]
- Ines di Almeida, dramma per musica; Libretto: Andrea Leone Tottola; 11. Dezember 1822, Neapel, Teatro San Carlo; 1823 in Wien[60]
- I cavalieri del Nodo, dramma; Libretto: Giovanni Schmidt; 12. Januar 1823, Neapel, Teatro San Carlo[61]
- Egilda di Provenza, melodramma; Libretto: Felice Romani; 26. Dezember 1823, Venedig, Teatro La Fenice; 1824 in München[62]
- Ardano e Dartula, dramma per musica; Libretto: Paolo Pola; 5. März 1825, Venedig, Teatro La Fenice[63]
- Il solitario ed Elodia, dramma per musica; Libretto: Andrea Leone Tottola; 19. April 1826, Neapel, Teatro San Carlo[64]
- Gli Arabi nelle Gallie; Libretto: Luigi Romanelli; 4. Oktober 1827, Neapel, Teatro San Carlo[65]
- La donna bianca d’Avenello, melodramma comico; Libretto: Gaetano Rossi; 13. November 1830, Mailand, Teatro alla Canobbiana; Wiederaufnahme 1833[66]
- Fenella, ossia La Muta di Portici, melodramma; Libretto: Gaetano Rossi nach Eugène Scribe; 7. Februar 1831, Venedig, Teatro La Fenice[67]
- La testa riscaldata; nicht aufgeführt

### Weitere Werke
- Il trionfo di Gedeone, dramma sacro per musica; Passionszeit 1810, Bologna, Teatro del Corso[68]
- Boozia e Rutlemi in Betlemme, melodramma sacro; Passionszeit 1817, Palermo, Teatro di Santa Cecilia[69]
- mindestens fünf Kantaten
- Lieder, darunter Il Parnasso italiano nach Texten von Pietro Metastasio
- Messen
- weitere geistliche Werke, darunter Salmi, cantici ed inni cristiani del Conte L. Tadini posti in musica popolare dai maestri G. Gazzaniga e S. Pavesi (Crema 1818)
- mehrere Sinfonien, darunter Sinfonie C-Dur (Venedig 1805) und Sinfonie B-Dur (Crema (?) 1818), beide 1982 in New York veröffentlicht
- sechs Cembalosonaten